# 蒂拉夫卡河
49°36′52″N 22°16′22″E / 49.614534°N 22.272778°E

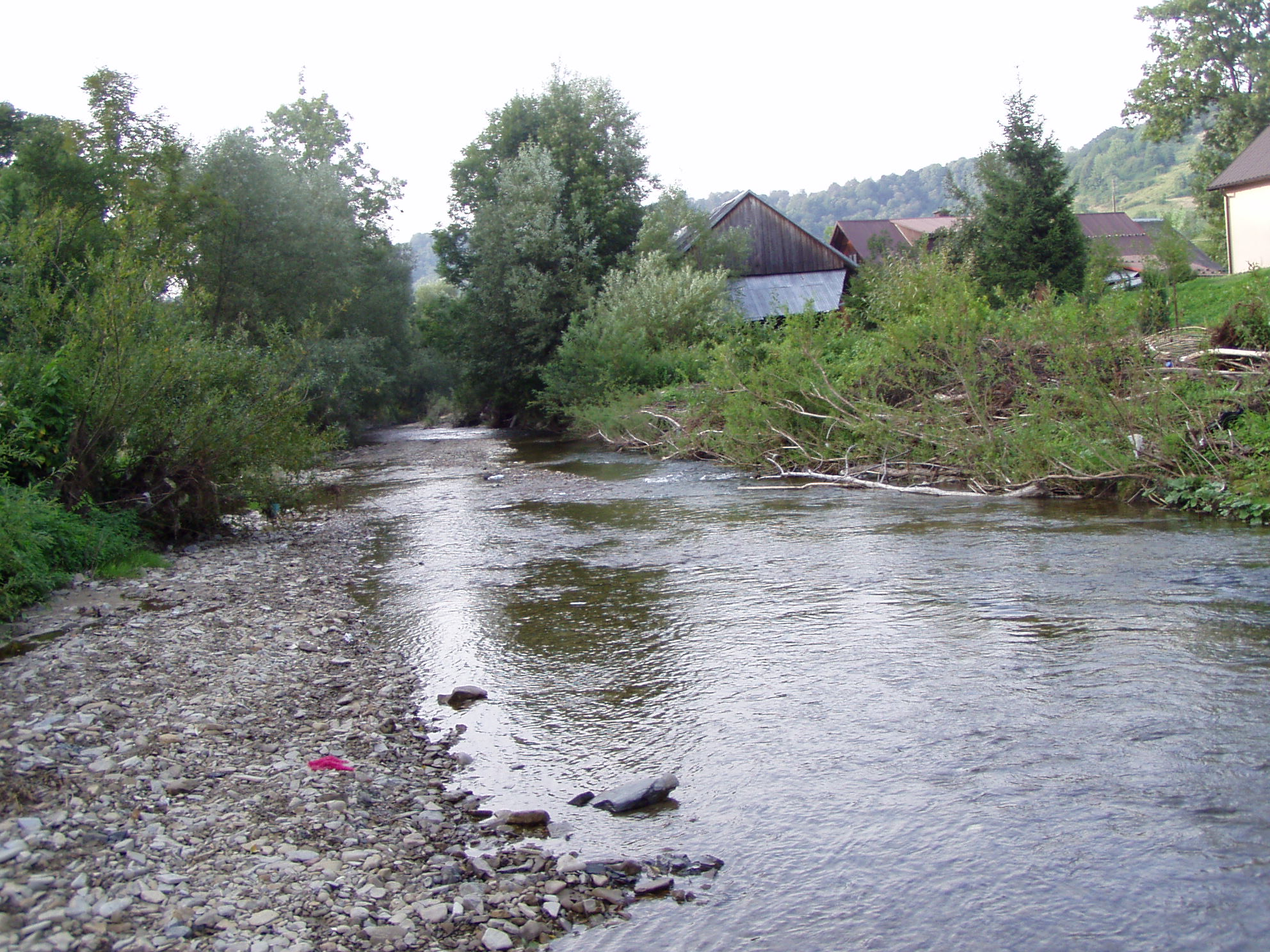

蒂拉夫卡河是波蘭的河流，位於該國南部，處於喀爾巴阡山省，屬於桑河的右支流，河道全長23公里，流域面積127平方公里，河口處在蒂拉瓦索爾納附近。